# Ferdinando Bonsignore
Pour les articles homonymes, voir Bonsignore.
Ferdinando Bonsignore (né le 10 juin 1760 à Turin et mort dans la même ville le 27 juin 1843 est un architecte et dessinateur italien. 

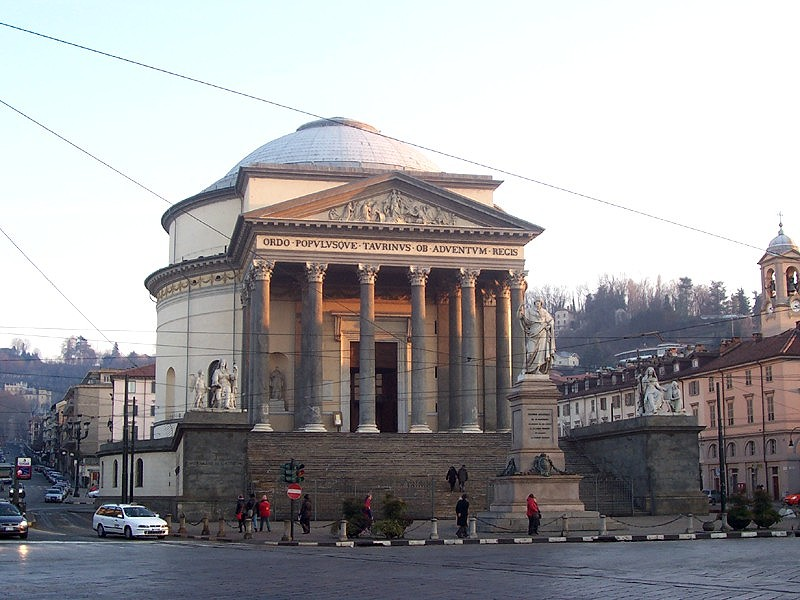
Façade de l'église Gran Madre di Dio de Turin.

## Biographie
Ferdinando Bonsignore a étudié à l'Accademia di Pittura e Scultura di Torino en 1782 et de 1783-1798, il a reçu une bourse d'études à Rome par le roi de Sardaigne. À Rome, il a travaillé avec l'architecte néoclassique Nicola Giansimoni. Nommé académicien et professeur d'architecture à l'École spéciale d'architecture de l'Académie des Sciences, Littérature et Beaux-Arts de Florence en 1797, en 1798, il retourne à Turin où il est nommé architecte à la cour et à l'université en 1805. En 1813, il reçoit la médaille d'or pour la conception d'un monument à Napoléon Bonaparte sur la colline de Moncenisio. Il garde son poste à l'université après la Restauration et remporte de nombreux prix et nominations. 
Il a participé à la conception de l'église de la Gran Madre di Dio à Turin. Luigi Canina a été un de ses élèves.
Parmi ses dessins qui n'ont jamais été réalisés figurent une armurerie à Turin, un Palazzo dei Conservatori, un temple octogonal dédié au marquis de Niccolò Puccini, et un tombeau de Michel-Ange en style égyptien.

## Œuvres
- Alexandrie : modification de la façade de l'hôtel de ville.
- Crescentino : façade de l'église de la paroisse.
- Florence : salle du Palais Pitti, 1794-1795 ; conception d'un théâtre pour un concours parrainé par l'Académie des beaux-arts de Florence, 1794.
- Naples : projet de l'Église de San Francesco da Paola, jamais construite.
- Porto Maurizio (Imperia) : la Piazza, 1809.
- Racconigi : Tour du Belvédère : monument de la Bataille du Trocadéro dans le parc de Château royal de Racconigi, 1823.
- Romano Canavese : l'église de la paroisse n'a jamais construite. Projet 1820.
- Strambino : chapelle du Rosaire de l'église paroissiale.
- Vicoforte : façade du Sanctuaire (1825-1829) en collaboration avec Virginio Bordino.

Turin
- Tour municipale : projet, 1801.
- Teatro Reggio, reconstructions avec Carlo Randoni, 1801.
- Arc de triomphe dans les jardins royaux, 1801
- Plan de la ville de Turin (avec Michel Angelo Boyer et Lorenzo Lombardi), 1802.
- Forni pubblici di Borgo Dora, 1802.
- Arc en l'honneur de Napoléon, en 1805 ; le Pont sur le Po, n'a jamais construit, projet,  1805.
- Palazzo dell'Università et éclairage, pour le passage de Napoléon, en 1808.
- Plan d'embellissement de la ville (avec Giuseppe Cardone, Claude-Joseph La Ramée Pertinchamp, Lorenzo Lombardi, Carlo Randoni), 1809
- Pavillon avec l'arc de Triomphe pour la Piazzeta royale, 1814.
- Palais de la Ville : Décoration de l'escalier et du hall, 1816-1825.
- Plans d'urbanisme pour l'extension de la ville (avec Benedetto Brunati, Giuseppe Cardone, Lorenzo Lombardi et Ignazio Michelotti), 1817.
- Anneau de murs de la ville, 1817
- Gran Madre di Dio, Turin, 1818-1831.
- Via Po, portiques, 1819.
- Santa Cristina : autel principal, 1819-1822 (supprimé).
- Plan régulier de Porta Nuova (avec L. Lombardi et C. Randoni), 1822-1823.
- Tour civique, second projet, 1822-1823.
- San Lorenzo, à Turin : renforcement de la coupole, 1823.
- Palazzo Balbiano di Viale, 1823.
- Palais de l'Académie des Sciences, création du musée Égyptien, projet de 1824.
- Teatro Carignano : conception interne (avec Fabrizio Sevesi), 1824.
- La Santissima Annunziata, Turin, étude pour la façade sur la via Po, 1824 (réalisé par Luigi Vigitello) (détruit).
- Piazza Vittorio Emanuele I (désormais  Vittorio Veneto), projet (avec B. Brunati, L. Lombardi, I. Michelotti, C. Randoni), complété par Giuseppe Frizzi(1824-25)[4].